# 食平3D
《食平3D》（英語：Good Cheap Eats 3，本節目中文名稱的「3D」讀作「Free D」，跟廣東話「Free啲」同音，白話文意思為「吃得便宜又自在」）是香港電視廣播有限公司拍攝製作的飲食節目食平D系列的第三輯，全節目共40集，由肥媽、陸浩明擔任主持。本節目於香港時間2015年4月27日起，逢星期一至五22:30－23:00在翡翠台和高清翡翠台播出，並於myTV提供節目重溫。

## 每集內容
| 集數 | 播映日期 | 主題                                                                                              | 菜式                                                                                            |
| 01   | 4月27日  | 肥媽的六大道雞餚                                                                                  | - 椰子烏雞湯 - 高山雞 - Shake Shake雞 - 山楂雞 - 韓國炸雞 - 啤酒雞                              |
| 02   | 4月28日  | 多寶魚的簡單製法                                                                                  | - 野葛菜生魚羅漢果湯 - 韓國芝士炒年糕 - 上湯原鍋焗多寶魚 - 紅酒腩排                             |
| 03   | 4月29日  | 青欖潤喉湯 x 爽甜「拜山菜」                                                                       | - 青欖螺頭湯 - 蕎菜炒火腩 - 魚肉釀四季豆 - 京蔥炒肥牛                                           |
| 04   | 4月30日  | 「菜肉魚」三餸一湯話咁易                                                                          | - 野生粉葛赤小豆粟米湯 - 梅子蒸排骨 - 鮮蠔烙 - 上湯杞子浸枸杞                                   |
| 05   | 5月1日   | 「大茶飯」－「星夢」歌手首嚐肥媽盛宴 （嘉賓：吳若希、姚兵、鄭俊弘、何雁詩、鄭世豪）               | - 瑪卡龍骨煲雞湯 - 陳醋元蹄 - 參峇醬炒雜菜 - 清酒煮鱈魚 - 乾煎大蝦                              |
| 06   | 5月4日   | 「一個人的晚餐」－ 三款夠平、夠料、夠營佳餚                                                       | - 梅菜茄子雞腿飯 - 魚腐豆腐紹菜煮芋絲 - 豉椒牛肉炒意粉                                          |
| 07   | 5月5日   | 烏頭兩味配中、韓料理                                                                              | - 酸菜魚尾湯 - 泰式凍烏頭 - 雞鬆松子生菜包 - 辣醬炒肥牛                                         |
| 08   | 5月6日   | 韓國菜變港式家常便飯                                                                              | - 大豆芽黑椒肉片湯 - 韓式炒蓮藕 - 韓式生牛肉飯 - 韓國柚子醬燴雞                                 |
| 09   | 5月7日   | 豪煮大墨魚 平煲「薄荷」湯                                                                         | - 五花腩炆大墨魚 - 大蝦炒鮮奶 - 中東羊肉串 - 香花菜豬膶蛋花湯                                   |
| 10   | 5月8日   | 《搵食飯團》、《安樂蝸》主持學製母親節「大茶飯」 （嘉賓：狄易達、吳業坤、鄧佩儀、容天佑、楊斯雅） | - 包糠羊架 - 栗子炆米鴨 - 蒜子浸黃魚 - 海底椰貝母煲豬腱 - 合掌瓜素雞炒雲耳                      |
| 11   | 5月11日  | 「一個人的晚餐」－泡飯、烏冬、通粉的平價滋味                                                      | - 蝦仁泡飯 - 日式雜菌湯通粉 - 番茄肥牛湯烏冬                                                    |
| 12   | 5月12日  | 豆腐茄子「層層疊」 好玩又好食                                                                     | - 砵酒炆牛尾 - 豆腐茄子層層疊配日式醬汁 - 紅菜頭腰果湯 - 芝心豬扒                               |
| 13   | 5月13日  | 新奇冰菜 x 鑽地老鼠湯                                                                             | - 鑽地老鼠牛大力土伏苓湯 - 甜梅菜炆豬腩肉 - 慢煎三文魚 - 蒜子上湯浸冰菜                         |
| 14   | 5月14日  | 六號決戰百厭彩虹鯛                                                                                | - 鬼馬龍鳳球 - 彩虹鯛越式酸湯 - 青紅蘋果煙肉炒雞柳 - 乳香肥牛卷                                 |
| 15   | 5月15日  | 星級名廚盛讚「大茶飯」滋味 （嘉賓：余健志、陳國強、伍嘉琦、楊國基、陳彥琳）                       | - 榴槤烏雞湯 - 日式芥茉豬頸肉 - 炸皮蛋 - 紅蝦印度黃飯 - 鹹魚慈菇煎肉餅                          |
| 16   | 5月18日  | 「一個人的晚餐」－百合炒飯、芝士釀磨菇、一薯兩味任選擇                                            | - 鴨胸肉野生百合炒飯 - 肉碎芝士釀磨菇 - 燒鯖魚配薯仔濃湯                                        |
| 17   | 5月19日  | 六號學煮石九公                                                                                    | - 石九公番茄薯仔湯 - 芝麻香煎龍脷柳 - 南瓜豆豉辣椒排骨 - 豆腐蝦丸                               |
| 18   | 5月20日  | 苦瓜湯好味煲法                                                                                    | - 鳳梨涼瓜黃豆排骨湯 - 薯仔免治牛肉 - 白焯魚柳 - 合掌瓜白胡椒炆雞                               |
| 19   | 5月21日  | 肥媽向街坊傳授豬脷炮製心得                                                                        | - 豬脷炒韭菜花 - 南瓜豆腐草菇蜆肉乾湯 - 沙薑魚頭煲 - 蟲草花炒白瓜                               |
| 20   | 5月22日  | Super Girls學煮「大茶飯」做賢妻 （嘉賓：Super Girls）                                             | - 甜辣蟹 - 鷓鴣蘋果雪梨南北杏湯 - 紅棗紅麴羊腩 - 糖醋蝦 - 姬松茸雜菇黑松露飯                    |
| 21   | 5月25日  | 「一個人的晚餐」－用雪糕味番薯做番薯味雪糕                                                        | - 雙響牛角酥 - 燒雞胸配甜椒茴香沙律 - 香蕉熱香餅配蕃薯雪糕                                      |
| 22   | 5月26日  | 肥媽教做蝴蝶酥 六號教起粟米粒                                                                     | - 粟米牛奶濃湯 - 黑蒜蜜豆炒帶子 - 陳皮骨 - 黃糖肉桂蝴蝶酥                                       |
| 23   | 5月27日  | 芝士蛋糕無芝士？                                                                                  | - 油豆腐粉絲湯 - 紫淮山雞煲 - 黃金海金友 - 藍莓無芝士蛋糕                                       |
| 24   | 5月28日  | 用熱帶水果煲湯做甜品                                                                              | - 大樹菠蘿湯 - 韓式牛肋條 - 豉油王熏雞 - 紅毛榴槤雪糕                                           |
| 25   | 5月29日  | 林子博、容羨媛帶子女食肥媽「大茶飯」 （嘉賓：林子博一家、容羨媛及女兒）                           | - 金銀菜煲豬肺湯 - 原隻八寶芝士蒸南瓜 - 冬菇冬筍炆乳鴿 - 豬頸肉雞煲 - 香蕉朱古力西多 - 酥皮肉卷 |
| 26   | 6月1日   | 「一個人的晚餐」－凍肉店食材烹調攻略                                                              | - 心形漢堡扒拌紫薯蓉 - 七彩鴕鳥絲炒烏冬 - 仿鮑魚焗飯                                            |
| 27   | 6月2日   | 肥媽自創可樂味可樂餅                                                                              | - 芥菜鹹蛋肉片湯 - 印尼番茄煮蛋 - 肥媽可樂餅 - 銀芽炒魷魚仔                                     |
| 28   | 6月3日   | 豬肉「第一刀」的無敵滋味                                                                          | - 老黃瓜花豆煲豬骨 - 娘惹海鮮醬燒鮫魚 - 蒜泥茄子 - 橙香第一刀                                   |
| 29   | 6月4日   | 肥媽教你食「烏蠅」？                                                                              | - 簕莧菜赤小豆扁豆煲瘦肉 - 炒烏蠅頭 - 饅頭墨魚煎餅 - 椒鹽鮮菇                                   |
| 30   | 6月5日   | 「大茶飯」－「是非精」大鬧肥媽廚房 （嘉賓：梁嘉琪、黃心穎、湯洛雯、張秀文、麥美恩）               | - 鱷魚肉川貝螺頭湯 - 法國蝸牛 - 胡椒雞煲 - 燉雪裡紅 - 辣酒蟶子                                  |
| 31   | 6月8日   | 「一個人的晚餐」－鴨髀、青口平煮有法                                                              | - 鴨腿湯飯 - 醬燒巴西豬仔骨配焗薯 - 牛油青口天使麵                                              |
| 32   | 6月9日   | 慈菇、梭羅魚好易煮                                                                                | - 木瓜梭羅魚湯 - 南乳慈菇炆豬肉 - 水晶雞 - 韓國泡菜煎餅                                         |
| 33   | 6月10日  | 牛雜煮正餸 鹹魚煲靚湯                                                                             | - 皮菜豆腐海帶湯 - 咖喱秋葵牛骨髓 - 麻婆豆腐炒金錢腱 - 翡冷翠金錢肚                             |
| 34   | 6月11日  | 零食變晚餐 易製「龍蝦伊麵」芝士汁                                                                 | - 葵扇子煲豬腱 - 涼伴萵筍 - 中蝦芝士伊麵 - 涼果滷豬肉                                           |
| 35   | 6月12日  | 肥媽「Think Big」 煮出「大茶飯」 （嘉賓：林希靈、黃愷怡、余德丞、黃碧蓮、李雯希）                 | - 章魚花生豬腳湯 - 香酥軟殼蟹 - 蒜蓉牛油帆立貝 - 椰青蟹 - 秘製豬仔髀                            |
| 36   | 6月15日  | 「一個人的晚餐」－蠔湯、潤餅、炒腸粉                                                              | - 參峇醬炒腸粉 - 家肥屋潤餅 - 法式蠔湯伴BB番薯                                                  |
| 37   | 6月16日  | 雞骨草煲豬橫脷 檸檬汁煮金沙骨                                                                     | - 豬橫脷蜜棗煲雞骨草 - 錦繡雞腿 - 豆瓣醬炒冬瓜 - 檸檬汁煮金沙骨                                 |
| 38   | 6月17日  | 哈蜜瓜、墨汁腸的另類食材風味                                                                      | - 哈密瓜螺頭湯 - 墨汁腸炒芥蘭頭 - 雙菇鴨舌 - 薑蔥鮮鮑魚煲                                       |
| 39   | 6月18日  | 肥媽教你食「靚女」                                                                                | - 迷你冬瓜盅 - 巴東牛肉 - 茭白筍毛豆炒鹹肉 - 牛肝菌炒福花                                       |
| 40   | 6月19日  | 「大茶飯」－肥媽宴請好友「食豪D」 （嘉賓：周美鳳、寇鴻萍、賈思樂、露雲娜、Robert Hung）           | - 黑蒜姬松茸燉水鴨 - 黑毛豬叉燒 - 薑蔥炒長腳蟹 - 西式煮龍躉球                                   |

## 收視
以下為本節目於香港無綫電視翡翠台、高清翡翠台之收視紀錄：
| 週次 | 集數  | 日期                   | 平均收視 |
| ---- | ----- | ---------------------- | -------- |
| 1    | 01-05 | 2015年4月27日－5月1日  | 22點     |
| 2    | 06-10 | 2015年5月4日－5月8日   | 22點     |
| 3    | 11-15 | 2015年5月11日－5月15日 | 22點     |
| 4    | 16-20 | 2015年5月18日－5月22日 | 21點     |
| 5    | 21-25 | 2015年5月25日－5月29日 | 22點     |
| 6    | 26-30 | 2015年6月1日－6月5日   | 22點     |
| 7    | 31-35 | 2015年6月8日－6月12日  | 21點     |
| 8    | 36-40 | 2015年6月15日－6月19日 | 22點     |

## 外部連結
- 無綫電視節目網頁 - 食平3D （页面存档备份，存于）

## 電視節目的變遷
| 香港無綫電視翡翠台、高清翡翠台 星期一至五 22:30-23:00 時段 | 香港無綫電視翡翠台、高清翡翠台 星期一至五 22:30-23:00 時段 | 香港無綫電視翡翠台、高清翡翠台 星期一至五 22:30-23:00 時段 |
| ---------------------------------------------------------- | ---------------------------------------------------------- | ---------------------------------------------------------- |
|                                                            | 食平3D （2015.04.27 - 2015.06.19）                         |                                                            |
| 最佳男主角（第二輯） （2015.04.13 - 2015.04.24）           | 食得健康嗎？ （2015.06.22 - 2015.07.03）                   |                                                            |